# 六甲颪
六甲颪（ろっこうおろし）とは、六甲山系より吹き降ろす山颪である。「六甲おろし」と表記されることもある（現行の常用漢字の範囲内での表記）。

## 発生原理
六甲山地は神戸市から宝塚市の市街の背後に東西に聳え立ち風の流れを変化させる。西高東低の冬型の気圧配置となると西の明石市からの季節風は明石海峡で収束して山添いに強く吹き抜ける。或いは季節風が山頂に当たってから、加速度をつけて吹き降りるのが六甲颪と呼ばれる北風である。
冬の寒風としてのイメージが強くなったが、春は本州南岸を進む低気圧が集める東風が大阪平野から六甲山地に収束され強い北寄りの東風が吹く日が多く、秋は発達した低気圧や台風による北風が吹く。夏を除けば表六甲は比較的強い風に吹かれており、古来言われる六甲颪は季節を選ばずに山頂より吹き降りる突風だった。
春または秋に紀伊半島南部から遠州灘に低気圧が停滞すると六甲颪は発生しやすい。低気圧が北風を吹き込んで、これが裏六甲に吹きつけ圧縮されると、気圧の逆転現象が起こり、六甲山地を無抵抗に吹き降りてくる。

## 被害
1982年（昭和57年）の台風18号が遠州灘に向かった際に強烈な六甲颪が吹いた。この時、ポートアイランド沖の釣船が転覆して死者が出て、神戸市内の街路樹は50本倒れ、吹き飛んだ看板で多数の人々が負傷した。

## 六甲颪と酒造
灘五郷で作られる灘酒の名声は、原料、生産方法、品質、販売の四大要素の好循環に加え、これらに加えて自然的要因が注目される。即ち、灘の酒造りは寒造り主体で発展したと言われている。寒作りは冬至酛に始まり、年間で最も寒い季節を選んで行われる酒造りであり、敢えて低温下で酒造する事で雑菌の繁殖を抑えて酒の品質を向上させる。六甲山系から吹き降ろす寒風は内海の影響を受けて寒作りに最適な気候をもたらす。これが西宮市で発見された仕込み水「宮水」と供に灘酒の名声を全国に広めた要因の一つである。

## その他
沿岸部で強い場合と山麓部で強い場合があり、山頂の風が強まると強風域は山麓から離れる傾向がみられるという。
1990年には、台風19号の接近時に神戸港沖に避泊していた気象庁観測船「啓風丸」によって、台風28号接近時には啓風丸に加えてポートアイランド・六甲アイランド・神戸商船大学「深江丸」によって観測が行われた。